# Lluís Cuspinera i Font
Lluís Cuspinera i Font (la Garriga, 1942) és un arquitecte i aparellador. A més de la seva activitat professional com a arquitecte, ha realitzat diverses publicacions sobre el patrimoni arquitectònic del període modernista.

Es va associar amb Josep Maria Botey i Andreu Bosch i Planas  i entre les seves intervencions destaquen:
- Museu de Granollers (1976)[1]
- Restauració pavelló Ave Maria al conjunt de la Maternitat, Trav. de les Corts 159, Barcelona (1983), pel qual varen rebre el premi FAD de restauració.[2]
- Piscina Can Butjosa, Parets del Vallès (1987)[3]
- Pla de reordenació del conjunt monumental d'Empúries (1987).[4]

Altres intervencions:
- Hotel Villa Emilia a Barcelona (2006).[5]
- Adaptació de les escoles de les Franqueses del Vallès, obra modernista d'Albert Juan i Torner, per a convertir-lo en seu de l'ajuntament (1984-1986), junt amb Vicenç Oliveras i Joan Valls.[6]
- Transformació del Palau Falguera en escola de música a Sant Feliu de Llobregat (1997), junt amb Manuel Giralt.[7]

En la seva vessant com a historiador del període modernista, és especialista en l'obra de Joaquim Raspall. Ha estat comissari d'exposicions antològiques de Raspall, Cèsar Martinelli i Rafael Masó.
Gran defensor del patrimoni arquitectònic, especialment a la seva vila de la Garriga, ha estat un actiu lluitador per a protegir-lo de la destrucció i va impulsar el reconeixement de la mansana Raspall com Bé Cultural d'Interès Nacional l'any 1998, després d'un llarg procés iniciat el 1975 i 
El 2006 va ser un dels redactors del Pla Especial de Patrimoni arquitectònic de Granollers, junt amb Vicenç Oliveras i Estapé i Joan Valls i Ribas.
Aquests darrers anys ha estat estretament implicat en activitats de cooperació solidària a Àfrica en col·laboració amb Jordi Mas, un missioner garriguenc que treballa a Camerun.

## Publicacions
- Lluís Cuspinera. Rouruch. Manifestacions de l'arquitectura modernista a la Garriga (1900-1912), 1988.
- Lluís Cuspinera, Carme Clusellas. Patronat Municipal de Cultura de les Franqueses. Patrimoni arquitectònic de les Franqueses, 2002.
- Lluís Cuspinera, Carme Clusellas. Institut d'Edicions, Diputació de Barcelona. El Modernisme d'estiueg al Vallès Oriental, 2001.
- Lluís Cuspinera i Font, Pere Muñiz Méndez, Francesc García Viñas. Àrea de Patrimoni de l'Ajuntament de la Garriga. Manuel J. Raspall: arquitecte municipal, la Garriga, 1906-1937, 2006.
- Lluís Cuspinera Font. Contrapunt. Manifestacions de l'art modernista a la Garriga: (1913 - 1926), 1988.
- Lluís Cuspinera i Font. Caixa de Pensions per a la Vellesa i d'Estalvis de Catalunya i Balears, Obra Cultural. La Garriga: guía arquitectónica, 1978. ISBN 845002806X.
- Lluís Cuspinera i Font. Rourich. La Garriga: crònica d'una destrucció, 2000. ISBN 8477050864.

Ha col·laborat amb articles i estudis a les revistes, Amindola, Lauro, Jano Arquitectura, CAU i d'altres dedicades a l'arquitectura.